# Фесенко Сергій Сергійович
Фесенко Сергій Сергійович (5 червня 1982, Київ, Українська РСР) — український плавець, котрий спеціалізувався на плаванні кролем і батерфляєм, учасник трьох літніх Олімпійських ігор.
Батько — Сергій Фесенко, олімпійський чемпіон з плавання.

## Спортивна кар'єра
2000 року Сергій Фесенко вперше взяв участь в Олімпійських іграх, виступивши в двох дисциплінах.
2003 року завоював бронзову медаль на 400 м вільним стилем на етапі Кубку світу.
На етапі Кубку світу 2004 завоював дві медалі: срібну на 1500 м вільним стилем і бронзову на 400 м вільним стилем. На Олімпійських іграх 2004, виступивши в двох дисциплінах, знов залишився без нагород.
2007 року на Універсіаді завоював дві медалі: срібну на 1500 м вільним стилем і бронзову на 800 м вільним стилем.
На Олімпійських іграх 2008, виступивши в двох дисциплінах, знов залишився без нагород.

### Виступи на Олімпіадах
| Ігри        | заплив                 | дата               | попередній заплив | місце | півфінал   | місце      | фінал      | місце      |
| ----------- | ---------------------- | ------------------ | ----------------- | ----- | ---------- | ---------- | ---------- | ---------- |
| Сідней 2000 | 200 м батерфляй        | 18-19 вересня 2000 | 01:59.41          | 16 Q  | 01:59.03   | 8          | Не пройшов | Не пройшов |
| Сідней 2000 | 4x200 м вільним стилем | 19 вересня 2000    | 07:32.16          | 14    | Не пройшли | Не пройшли | Не пройшли | Не пройшли |
| Афіни 2004  | 400 м вільним стилем   | 14 серпня 2004     | 3:53.41           | 21    | Не пройшов | Не пройшов | Не пройшов | Не пройшов |
| Афіни 2004  | 4x200 м вільним стилем | 17 серпня 2004     | 07:24.13          | 12    | Не пройшли | Не пройшли | Не пройшли | Не пройшли |
| Пекін 2008  | 400 м вільним стилем   | 9 серпня 2008      | 3:47.75           | 16    | Не пройшов | Не пройшов | Не пройшов | Не пройшов |
| Пекін 2008  | 1500 м вільним стилем  | 15 серпня 2008     | 15:13.03          | 17    | Не пройшов | Не пройшов | Не пройшов | Не пройшов |